# Coup de poing crocheté court
Pour les articles homonymes, voir Crochet.
Le coup de poing crocheté, ou simple le crochet en forme abrégée, est un coup de poing circulaire délivré le plus souvent à mi-distance avec le bras semi-fléchi (formant comme son nom l’indique une sorte de « crochet »). Il peut être réalisé uniquement avec une action de l’épaule ou à contrario en utilisant une rotation du tronc ce qui lui donne une plus forte puissance de frappe.

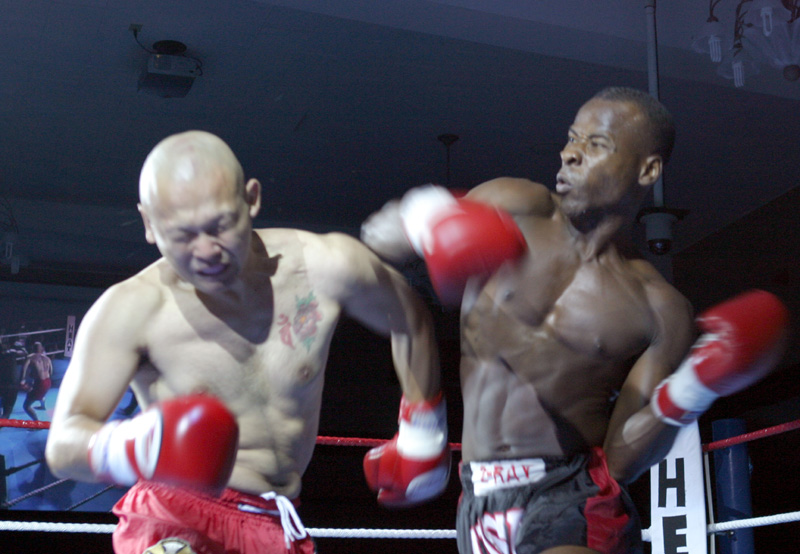
Crochet du droit lors d'un match de kickboxing.

Le mécanisme de frappe utilise la circumduction autour de l’épaule mais également en fin de trajectoire l’extension du coude (mouvement de piston notamment pour les techniques redoublées).

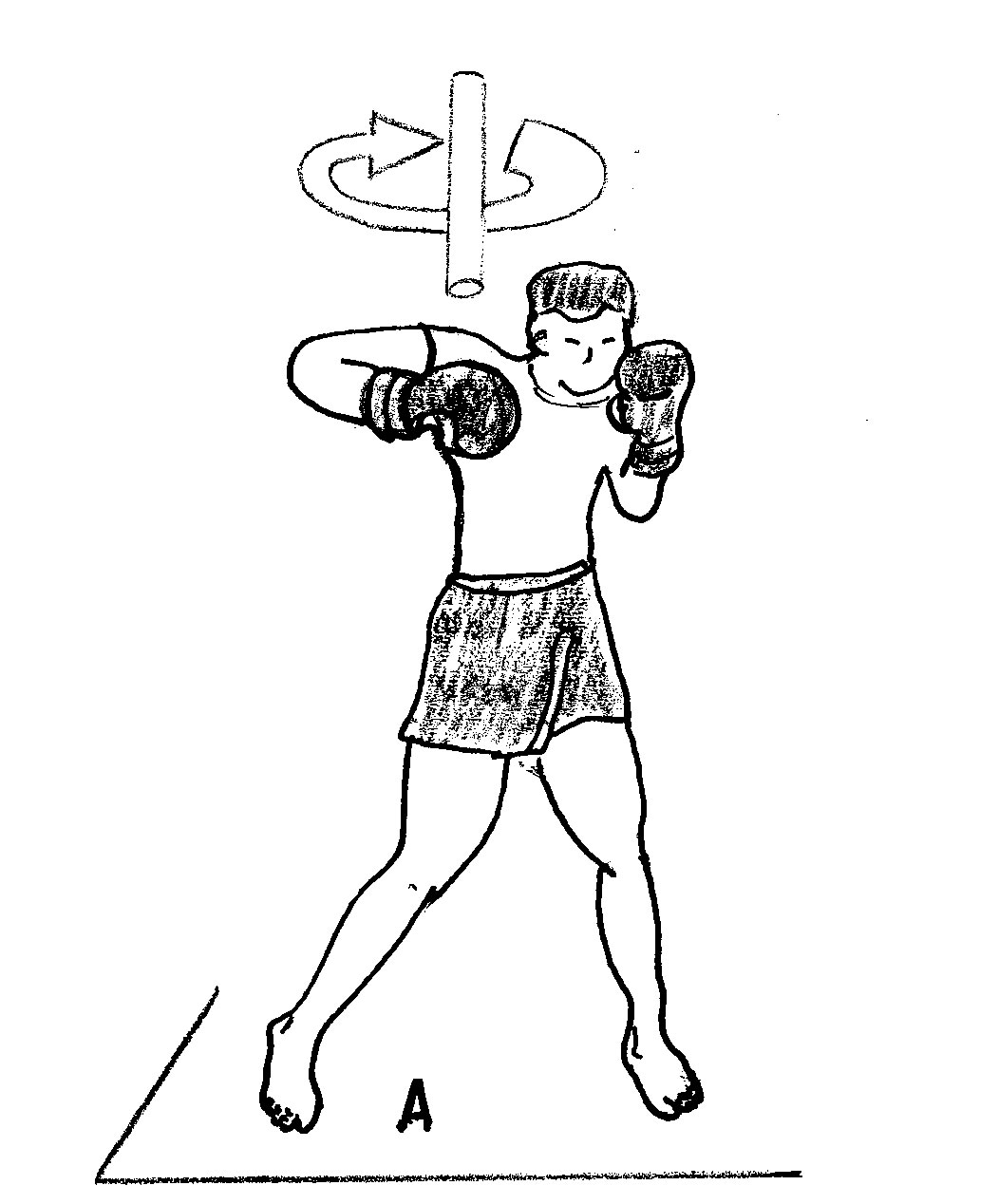
Crochet en shadow-boxing
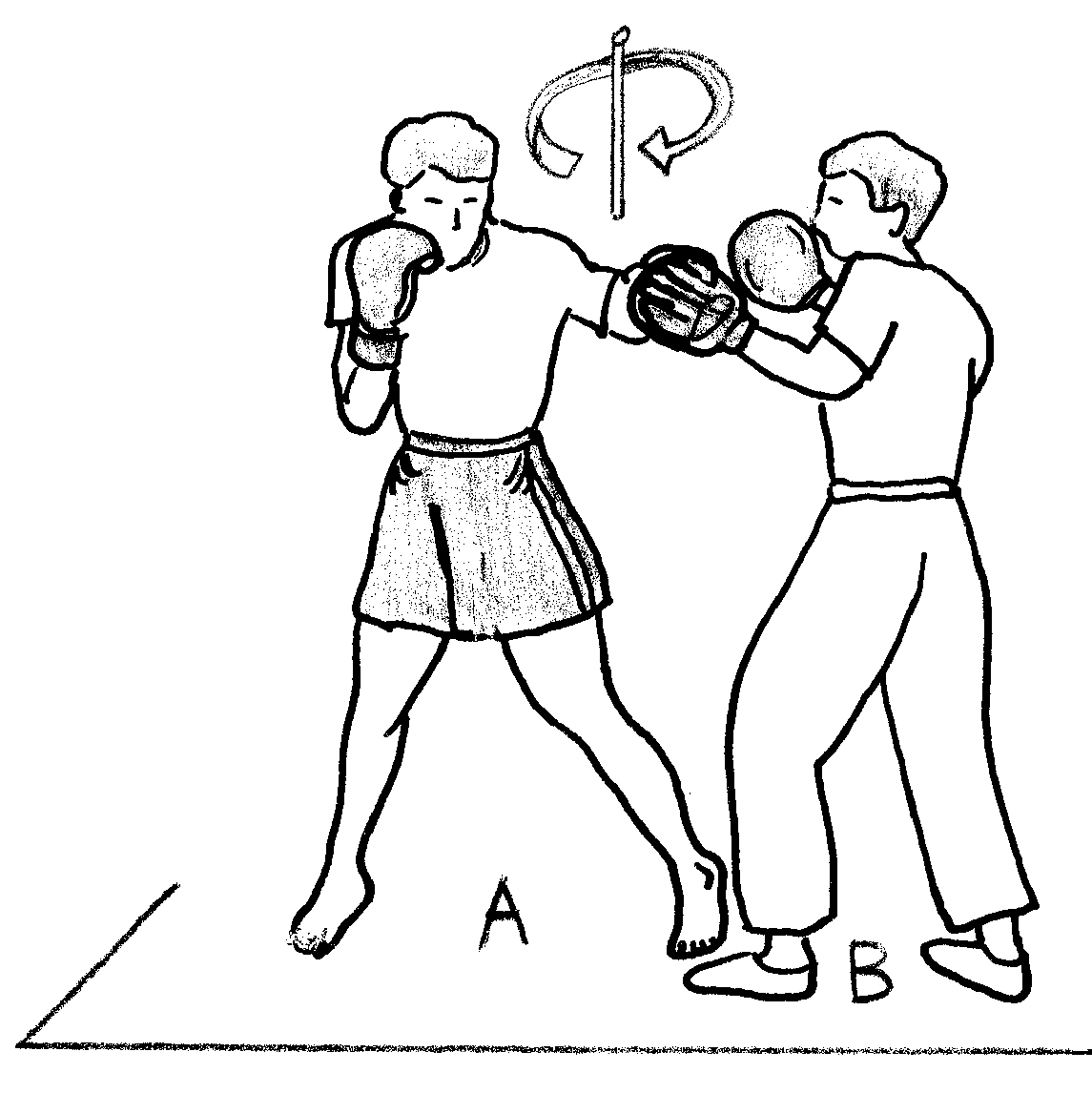
Travail des crochets à la palette
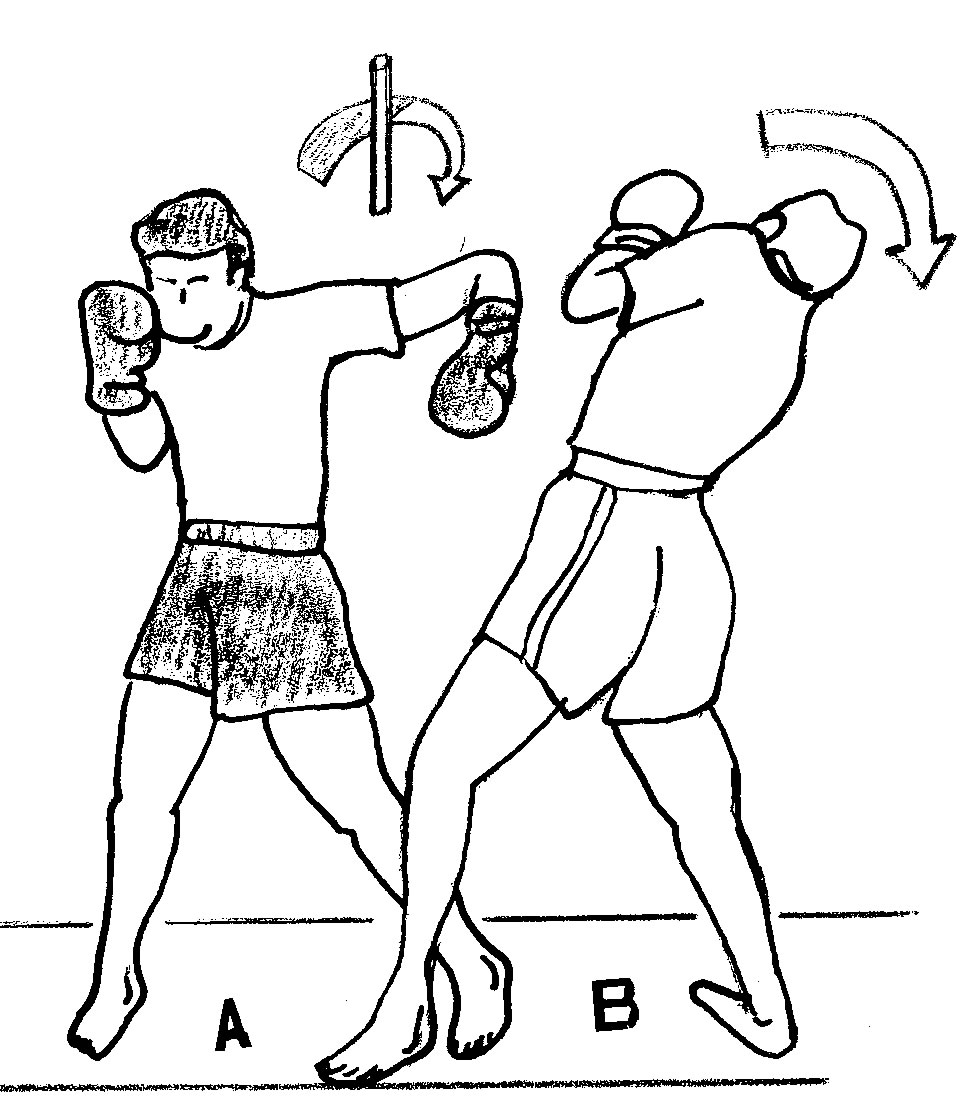
Esquive d’un crochet du bras avant à mi-distance